# Pelourinho de Tomar
O Pelourinho de Tomar, localiza-se no Largo do Pelourinho (também conhecido por Várzea Pequena), na atual freguesia de Tomar (São João Baptista) e Santa Maria dos Olivais, na cidade e município de Tomar, distrito de Santarém, em Portugal.
Encontra-se classificado como Imóvel de Interesse Público desde 1933.
Não deve ser confundido com o Padrão Filipino, situado na Várzea Grande que simboliza a sentença de Filipe III de Espanha a favor do povo tomarense no processo com a Ordem de Cristo, quando esta quis tomar para sua posse o terreiro.[carece de fontes?]